# Gergely Sándor (agrármérnök)
Gergely Sándor, publikációiban Lukács Gergely Sándor (Jászárokszállás, 1943. március 26. –) magyar agrármérnök, agrárökológus.

## Élete
Kezdeményezésére és vezetésével elsőként kezdték meg Magyarországon az energiaerdő telepítés és hasznosítási kísérleteket célültetvényekkel. A kutatási eredmények hozzájárultak ahhoz, hogy a termőföld használati paradigmaváltás mielőbb megtörténhessen.

## Művei
1994-ben jelent meg a Cserépfalvi Kiadónál a Keszi kálvária című szociográfiája, a Széphalom Könyvműhely adta ki 2004-ben Százharminc haiku című kötetét, majd 2012-ben a Fényrom című haiku füzért, 2014-ben pedig Porvirág című verskötetét. 2017-ben jelent meg a Gondolat Kiadónál a Roma foglalkoztatási stratégia című könyve. Jelentek meg versei és más írásai is a Valóságban, a Palócföldben, a Nógrádban és sok más helyen.[forrás?]